# Nazaerbieke Bieken
Nazaerbieke Bieken, né le 15 mai 1994, est un coureur cycliste chinois.

## Biographie
Nazaerbieke Bieken naît au Kazakhstan dans une famille de fermiers chinois. Il déménage dans la province de l'Anhui en Chine à l'âge de 8 ans.
Vététiste de talent en Chine, il remporte plusieurs titres en relais mixte aux championnats d'Asie, et représente notamment son pays lors des championnats du monde de 2014, 2015 et 2016. En 2016, il rejoint l'équipe continentale chinoise Hy Sport-Look Continental. Pour ses débuts sur route, il montre ses qualités de grimpeur en terminant parmi les 15 premiers au Tour de Fuzhou.
En 2018, il est recruté par Mitchelton-BikeExchange, équipe formatrice de la formation World Tour Mitchelton-Scott. Il fait ses débuts en compétition lors du Dubaï Tour, où il se classe 25e.

## Palmarès en VTT

### Championnats d'Asie
- Lubuklinggau 2014
  -  Champion d'Asie du relais par équipes (avec Ren Chengyuan, Gu Bingcheng et Yin Siyuan)
- Chainat 2016
  -  Médaillé d'argent du relais par équipes (avec Wang Zhen, Ma Hao et Ren Chengyuan)
- Chainat 2017
  -  Champion d'Asie du relais par équipes (avec Wang Zhen, Ma Hao, Xu Duibing et Wei Qianqian)

### Championnats nationaux
- 2012
  - 3e du championnat de Chine de cross-country

## Classements mondiaux sur route
| Année                                 | 2017  | 2018  | 2019  |
| ------------------------------------- | ----- | ----- | ----- |
| Classement mondial                    | 2376e | 2550e | 2435e |
| UCI Asia Tour                         | 461e  | 507e  | 236e  |
|                                       |       |       |       |
| Légende : nc = non classéSource : UCI |       |       |       |